# Бобрик (притока Сироватки)
Бобрик, Великий Бобрик — річка в Україні, у Боромлянській сільській громаді Охтирського району та Верхньосироватській сільській громаді Сумського району Сумської області. Ліва притока Сироватки (басейн Дніпра).

## Опис
Довжина річки 15 км, похил річки — 1,7 м/км. Площа басейну 98,7 км².

## Розташування
Бере початок в урочищі Чорновус на південному заході від села Набережне. Тече переважно на північний захід через Гребениківку і на східній околиці Верхньої Сироватки впадає в річку Сироватку, ліву притоку Псла. 
Населені пункти вздовж берегової смуги: Юсупівка, Великий Бобрик.

## Притоки

### Праві
- Яр Шупталова - бере початок на південному сході від села Малий Бобрик, тече переважно на захід через село Набережне і впадає у Бобрик у селі Гребениківка.
  - Яр Матвійчик - ліва притока яру Шупталова, впадає між селами Малий Бобрик і Набережне.
  - Яр Летвинів - ліва притока яру Шупталова, починається біля села Мозкове, тече переважно на північ і впадає на східній околиці села Набережне.
    - Яр Бербичов - ліва притока Яру Летвинова
- Малий Бобрик.
- Яр Липів - впадає південніше залізничної станції Золотницький.

### Ліві
- Яр Місяцький - впадає на північній околиці села Гребениківка
- Яр Осичий - впадає на південній околиці села Юсупівка
- Яр Бондарів - протікає поблизу селища Кам'яне, впадає в Бобрик у селі Юсупівка
- Яр Кривцов - впадає на північно-західній околиці села Великий Бобрик
- Яр Щербаков - впадає північніше села Великий Бобрик
  - Яр Тиньків - права притока Яру Щербакова
- Яр Широкий - впадає на південному сході від села Верхня Сироватка